# Sponheimské hrabství
Sponheimské hrabství (německy Grafschaft Sponheim) byl drobný státní útvar na území dnešního Německa, stát Svaté říše římské, kterému vládli hrabata ze Sponheimu. Název hrabství pochází od jména obce Sponheim, kde měly sponheimská hrabata své původní sídlo. Hrabství vzniklo již v době středověku v 11. století a trvalo až do raného 19. století. Kolem roku 1225 došlo k rozdělení hrabství v důsledku dělení mezi větvemi Sponheimské dynastie. Sponheimsko-Starkenburští vládli Hornímu Sponheimu a jako sídelní-hlavní město se stal Starkenburg, tak Sponheimsko-Kreuznachští se ujali Dolního Sponheimu s hlavním městem Kreuznach.

Znak Dolního Sponheimu

Později vláda nad oběma částmi hrabství připadla Bádensku a Falckému kurfiřtství. V době třicetileté války se hrabství stalo baštou německé reformace. Navzdory stálé hrozbě ze strany okolních katolických států, bylo hrabství překvapivě ušetřeno po celý čas tohoto ničivého celoevropského konfliktu. K zániku Sponheimského hrabství došlo až po Napoleonských válkách, kdy velká část připadla Pruskému království.